# مقاطعة كليرمونت (أوهايو)
مقاطعة كليرمونت (بالإنجليزية: Clermont County)‏ هي إحدى مقاطعات ولاية أوهايو في الولايات المتحدة الأمريكية.

## أعلام
- جون إس. سافاج